# Festival scacchistico internazionale di Gibilterra
Il Festival scacchistico internazionale di Gibilterra (Gibraltar International Chess Festival) è un evento open di scacchi che si svolge dal 2003 a cadenza annuale presso il Caleta Hotel a Gibilterra abitualmente tra la fine di gennaio e l'inizio di febbraio. Prevede una serie di tornei divisi in categorie di punteggio, il più importante dei quali è chiamato Masters.
Dal 2003 al 2010 è stato conosciuto con il nome ufficiale di Gibtelecom Gibraltar Chess Festival, dal 2011 al 2019 ha avuto il nome ufficiale di Tradewise Gibraltar Chess Festival, quando la Tradewise Insurance Company Ltd., una compagnia di intermediari assicurativi del settore automotive, ne divenne lo sponsor principale.
Il torneo Masters prevede abitualmente la partecipazione di alcuni Super GM e di forti grandi maestri di livello internazionale. Avendolo vinto per ben quattro volte il Grande Maestro Hikaru Nakamura detiene il record di vittorie.
Il direttore di gara è il britannico Stuart Conquest dal 2011.

## Storia

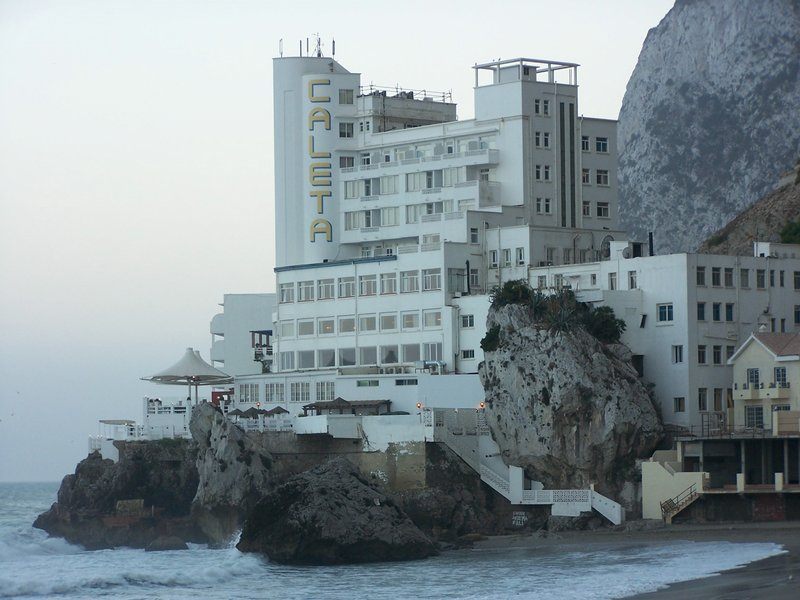
Il Caleta Hotel, sede del festival sino al 2020

La prima edizione si svolse nel 2003 e vide partecipare 59 giocatori, 24 dei quali con il titolo di Grande Maestro.
A partire dall'edizione 2007 in caso di arrivo a pari punti sono stati introdotti degli spareggi a rapid e blitz.
Con l'arrivo della Tradewise nel 2011 si ebbe un rapido aumento di successo e popolarità e a partire dalla sua nuova denominazione è stato nominato dalla Association of Chess Professionals come migliore evento Open nel 2011, 2012, 2013, 2014, 2015 (a pari merito con il Qatar Masters Open) 2016 e 2017.
Nel 2019 si concluse il contratto di sponsorizzazione con la Tradewise e il festival prese l'attuale denominazione.
Nel 2021 il festival venne annullato dagli organizzatori, poiché l'afflusso di utenza che abitualmente richede l'evento, venne considerato incompatibile con la Pandemia di COVID-19, mentre l'edizione 2022 non si è svolta a causa della mancanza di una adeguata sede di gioco causata dai lavori di demolizione del Caleta Hotel, ed è stata sostituita da un evento giocato con il Sistema Scheveningen uomini contro donne vinto dai primi 53 - 47.

## Formato del torneo Masters
Ha una durata di 10 turni con sistema svizzero, suddivisi in 11 giorni di gioco. Il regolamento prevede una cadenza di gioco di 100 minuti per le prime 40 mosse, poi 50 per le successive 20 e 15 per il resto della partita, con un incremento di 30 secondi per mossa a partire dalla prima.
In caso di parità al primo posto sono previsti due spareggi a gioco rapido e due a tempo blitz in caso di ulteriore parità. Nel caso siano tre o quattro i giocatori a pari merito la formula dello spareggio sarà una serie di incontri a eliminazione diretta. Nel mini-torneo a tre giocatori quello con la performance migliore accede direttamente alla finale e sfiderà il vincitore del mini-match tra gli altri due giocatori. Nel caso i pari merito fossero più di quattro, accederanno al mini-torneo i quattro giocatori con la performance migliore.
Al vincitore vanno 25.000 sterline, alla migliore donna 15.000.

## Gli altri eventi
Sono previsti anche eventi di contorno sulla distanza dei 5 turni denominati Challengers (riservato a giocatori sotto il punteggio Elo FIDE di 2250) e Amateurs (giocatori sotto il punteggio di 1900)
Sempre dal 2011 e sempre al Caleta Hotel in agosto sono previsti due eventi juniores, Under 16 e Under 12.

## Albo d'oro

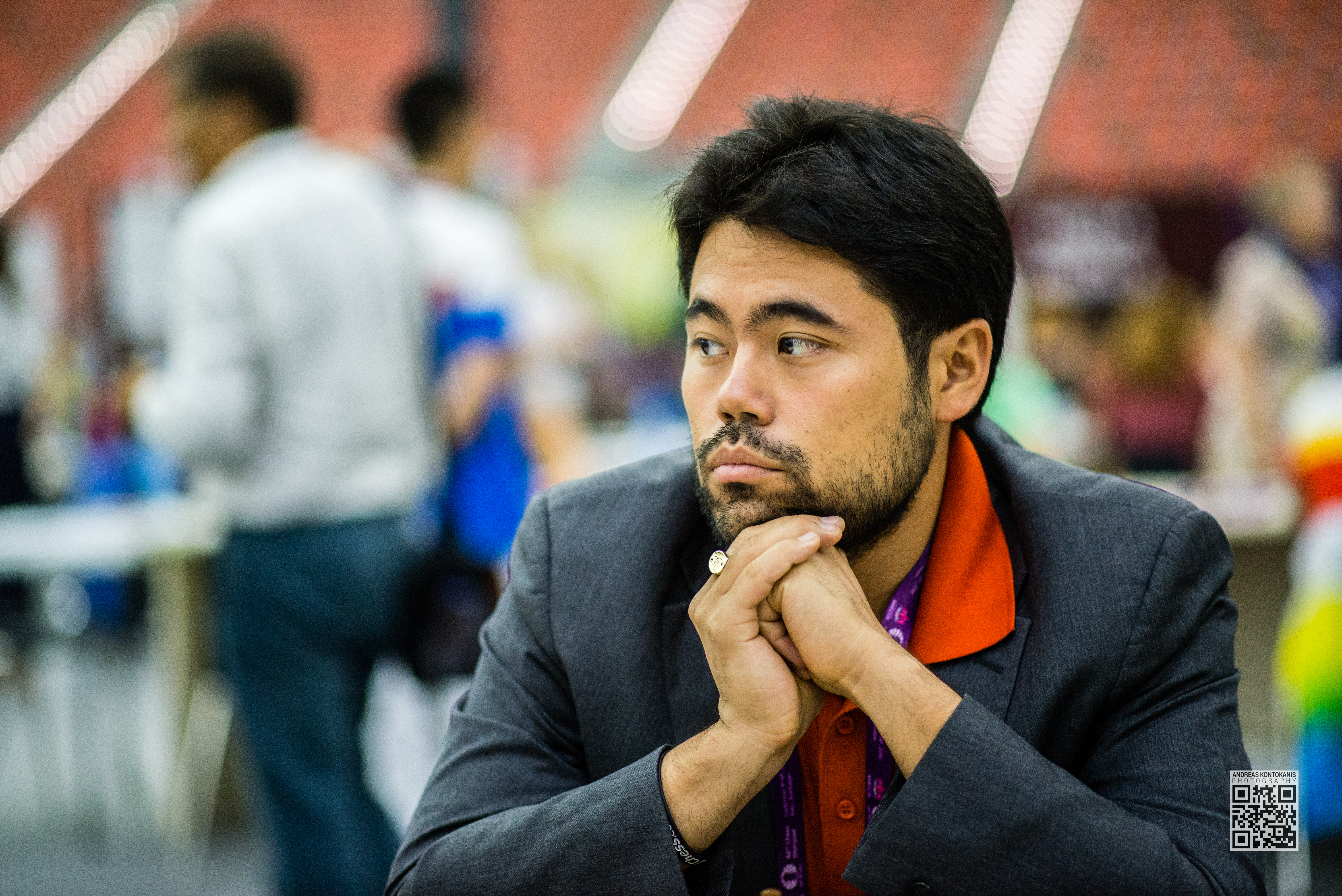
Il detentore del record di maggiori vittorie, Hikaru Nakamura

| Anno | Vincitore(i)                                                               | Migliore(i) donna(e)                                                                  |
| ---- | -------------------------------------------------------------------------- | ------------------------------------------------------------------------------------- |
| 2003 | Vasilios Kotronias Nigel Short                                             | Nora Medvegy                                                                          |
| 2004 | Nigel Short                                                                | Pia Cramling                                                                          |
| 2005 | Lewon Aronyan Zachar Jefymenko Kiril Georgiev Aleksej Širov Emil Sutovskij | Ketevan Arachamija Viktorija Čmilytė Pia Cramling Iweta Radziewicz Almira Skripchenko |
| 2006 | Kiril Georgiev                                                             | Zhu Chen Antoaneta Stefanova Natalja Žukova                                           |
| 2007 | Vladimir Hakobyan                                                          | Jovanka Houska Antoaneta Stefanova                                                    |
| 2008 | Hikaru Nakamura                                                            | Ketevan Arakhamia-Grant Viktorija Čmilytė Harika Dronavalli Antoaneta Stefanova       |
| 2009 | Pëtr Svidler                                                               | Nana Dzagnidze Antoaneta Stefanova Pia Cramling                                       |
| 2010 | Michael Adams                                                              | Natalja Žukova Humpy Koneru                                                           |
| 2011 | Vasyl' Ivančuk                                                             | Nana Dzagnidze Salome Melia                                                           |
| 2012 | Nigel Short                                                                | Hou Yifan[16]                                                                         |
| 2013 | Nikita Vitjugov                                                            | Zhao Xue                                                                              |
| 2014 | Ivan Čeparinov                                                             | Marija Muzyčuk Zhao Xue Natalja Žukova                                                |
| 2015 | Hikaru Nakamura                                                            | Hou Yifan                                                                             |
| 2016 | Hikaru Nakamura                                                            | Anna Muzyčuk                                                                          |
| 2017 | Hikaru Nakamura                                                            | Ju Wenjun                                                                             |
| 2018 | Lewon Aronyan                                                              | Pia Cramling                                                                          |
| 2019 | Vladislav Artem'ev                                                         | Tan Zhongyi                                                                           |
| 2020 | David Paravjan                                                             | Tan Zhongyi                                                                           |

## Spareggi

### Spareggi edizione 2018
Nell'edizione 2018 7 giocatori conclusero l'evento con il punteggio di 7,5 su 13. I primi 4 per performance Elo disputarono un torneo di spareggio a gioco rapido.
|  | Semifinali             | Semifinali             | Semifinali             |                        |               | Finale        | Finale  | Finale |  |
|  |                        |                        |                        |                        |               |               |         |        |  |
|  | Lewon Aronyan          | Lewon Aronyan          | 2                      |                        |               |               |         |        |  |
|  | Lewon Aronyan          | Lewon Aronyan          | 2                      |                        |               |               |         |        |  |
|  | Richárd Rapport        | Richárd Rapport        | 0                      |                        |               |               |         |        |  |
|  | Richárd Rapport        | Richárd Rapport        | 0                      |                        | Lewon Aronyan | Lewon Aronyan | 1 (2.5) |        |  |
|  |                        |                        |                        |                        | Lewon Aronyan | Lewon Aronyan | 1 (2.5) |        |  |
|  |                        |                        | Maxime Vachier-Lagrave | Maxime Vachier-Lagrave | 1 (1.5)       |               |         |        |  |
|  | Hikaru Nakamura        | Hikaru Nakamura        | Maxime Vachier-Lagrave | Maxime Vachier-Lagrave | 1 (1.5)       | 1 (1.5)       |         |        |  |
|  | Hikaru Nakamura        | Hikaru Nakamura        |                        |                        |               |               |         |        |  |
|  | Maxime Vachier-Lagrave | Maxime Vachier-Lagrave | 1 (2.5)                |                        |               |               |         |        |  |

### Spareggi edizione 2020
Nell'edizione 2020 7 giocatori conclusero l'evento con il punteggio di 7,5 su 13. I primi 4 per performance Elo disputarono un torneo di spareggio a gioco rapido.
|  | Semifinali      | Semifinali      | Semifinali |          |                | Finale         | Finale | Finale |  |
|  |                 |                 |            |          |                |                |        |        |  |
|  | Wang Hao        | Wang Hao        | 2          |          |                |                |        |        |  |
|  | Wang Hao        | Wang Hao        | 2          |          |                |                |        |        |  |
|  | Daniil Juffa    | Daniil Juffa    | 0          |          |                |                |        |        |  |
|  | Daniil Juffa    | Daniil Juffa    | 0          |          | David Paravjan | David Paravjan | 1,1    |        |  |
|  |                 |                 |            |          | David Paravjan | David Paravjan | 1,1    |        |  |
|  |                 |                 | Wang Hao   | Wang Hao | 0.5            |                |        |        |  |
|  | David Paravjan  | David Paravjan  | Wang Hao   | Wang Hao | 0.5            | 1 (3)          |        |        |  |
|  | David Paravjan  | David Paravjan  |            |          |                |                |        |        |  |
|  | Andrej Esipenko | Andrej Esipenko | 1 (2)      |          |                |                |        |        |  |